# Ausweichung
Ausweichung bezeichnet in der Musiktheorie seit Beginn des 18. Jahrhunderts den Übergang von einer Tonart in eine andere. Um 1850 wird der bis dahin mehrdeutige Begriff Modulation ebenfalls auf diese Bedeutung verengt, so dass beide Begriffe gleichbedeutend werden. Gegen Ende des 19. Jahrhunderts wird der Begriff Ausweichung seinerseits verengt und bedeutet seitdem das kurzzeitige Verlassen einer herrschenden Tonart, ohne dass die dadurch berührte andere Tonart mittels einer Kadenz befestigt wird.

## Heinrich Christoph Koch
Zu Beginn des 19. Jahrhunderts differenziert Heinrich Christoph Koch zwischen zufälliger, durchgehender und förmlicher Ausweichung.

### Zufällige Ausweichung
Eine zufällige Ausweichung liegt demnach vor, wenn eine Melodie, die sich ausschließlich leitereigener Töne bedient, mit einer Begleitung versehen wird, die (auch) auf Material einer oder mehrerer anderer Tonarten zurückgreift. Im folgenden Beispiel werden die Töne d und c in der Melodie einerseits als 2. und 1. Stufe in der herrschenden Tonart C-Dur gedeutet (a), andererseits durch den Leitton gis und das a in der Begleitung als 4. und 3. Stufe in a-Moll (b):

### Durchgehende Ausweichung
Eine durchgehende Ausweichung liegt dann vor, wenn eine neue Tonart durch ihren charakteristischen Ton (bei Kreuz-Tonarten die 7. Stufe (Leitton), bei Be-Tonarten die 4. Stufe; in den Beispielen rot markiert) in der Melodie zwar angezeigt wird, eine Kadenz jedoch erst nach Zurückkehren in die Ausgangstonart (c) oder in einer weiteren Tonart stattfindet (d; die dem Beispiel hinzugefügte Bassstimme dient der Veranschaulichung):
Außerdem sei beim „Uebergange in eine andere Tonart vermittelst durchgehender Ausweichungen [...] noch zu bemerken, daß dabey zugleich sehr oft verschiedene Arten der Transposition gebraucht werden“, die sich z. B. als Monte (e) oder Fonte (f) äußern:

### Förmliche Ausweichung
Wird eine neue Tonart entweder durch Schlussbildung in derselben bestätigt oder anderweitig ausgebreitet, spricht Koch von einer förmlichen Ausweichung.
So wird beispielsweise in Takt 18 des 1. Satzes der Sonatine in g-Moll, D 408 von Franz Schubert die Paralleltonart B-Dur erreicht und längere Zeit beibehalten.